# Vibració molecular
S'anomena vibració molecular a aquella vibració que afecta a diversos àtoms dins d'una molècula. Algunes vibracions moleculars estan localitzades en un grup funcional, mentre que d'altres s'estenen por tota la molècula.
Poden distingir-se dos tipus bàsics de vibracions: de tensió i de flexió. Una vibració de tensió suposa un canvi continu en la distància interatòmica per tot l'eix de l'enllaç entre dos àtoms. Les vibracions de flexió es caracteritzen per un canvi en l'angle entre dos enllaços i són de quatre tipus: de tisoreig, de balanceig, d'aleteig i de torsió.
En una molècula que conté més de dos àtoms, poden donar-se tots els tipus de vibracions, a més a més pot produir-se una interacció o acoblament de les vibracions si aquestes impliquen enllaços a un mateix àtom central, el resultat de l'acoblament és un canvi en les característiques de les vibracions.